# 曾李青
曾李青（1970年1月23日—），广东深圳腾讯公司主要创办人之一，于2007年6月起获任终身荣誉顾问。
1998年创立腾讯公司后，曾李青曾在1999年-2007年期间出任公司首席运营官。他负责集团业务范围以及产品种类，同时也管理全国各市场推广工作。在创立腾讯公司之前，曾李青曾在深圳市数据通信局工作，后投资快播。
2017年7月底美國內華達州財政部長施瓦澤表示，樂視整個公司就是龐氏騙局，不斷宣布新項目來融資和獲取資源，但都是用以拯救之前項目缺口而新項目無進展。曾李青也貼文認為其是龐氏騙局並且貼文獲得馬化騰點讚，然而也有觀點認為騰訊與其有競爭關係，有出來落井下石的動機。